# Aces of the Pacific
Aces of the Pacific est un jeu vidéo de simulation de combat aérien développé par Dynamix et publié par Sierra Entertainment en 1992 sur Amiga et PC. Le jeu se déroule pendant la Seconde Guerre mondiale et permet au joueur d’incarner un pilote de l’aviation des États-Unis ou du Japon. À sa sortie, il est très bien accueilli par les journalistes de Dragon Magazine qui lui attribue un score de cinq sur cinq. Il reçoit en revanche un accueil mitigé du magazine Computer Gaming World, qui salue ses graphismes et son gameplay mais qui critique les performances du programme, qui se révèle lent même sur des ordinateurs puissant. Trois mois plus tard, le même magazine note cependant que ce défaut a été en grande partie corrigé par Dynamix, sans pour autant dégradé les graphismes du jeu. Avec 350 000 exemplaires vendus dans le monde, Aces of the Pacific est le plus gros succès des jeux créé par Damon Slye. En 1996, le magazine Computer Gaming World  l’inclut notamment dans son classement des 150 meilleurs jeux de tous les temps. Le jeu a bénéficié d’une extension, baptisé 1946 Expansion Pack, et d’une suite, Aces Over Europe (1993), qui transpose son système de jeu au théâtre européen des opérations de la Seconde Guerre mondiale.